# LT United
Gli LT United sono stati un gruppo musicale lituano che ha rappresentato la Lituania all'Eurovision Song Contest 2006, dove ha proposto il brano We Are the Winners.

## Formazione
- Andrius Mamontovas
- Marijonas Mikutavičius
- Victor Diawara
- Saulius Urbonavičius
- Arnoldas Lukošius
- Eimantas Belickas